# Amyntas IV
Pour les articles homonymes, voir Amyntas.
Amyntas IV (en grec ancien : Ἀμύντας), né en 365 av. J.-C., mort en 336, est un roi de Macédoine de la dynastie des Argéades qui règne de 359 à 356 avant d'être destitué par Philippe II. Il est assassiné sur ordre d'Alexandre le Grand au moment où celui-ci accède au trône de Macédoine.

## Biographie
Amyntas IV est le fils mineur du roi Perdiccas III, lequel est tué en luttant contre les Illyriens vers 360 av. J.-C. Le frère de Perdiccas se proclame tuteur de son neveu puis l'écarte rapidement du trône et se fait proclamer roi sous le nom de Philippe II. Cependant, il ne le fait pas mettre à mort, chose surprenante dans cette dynastie où les assassinats sont nombreux, et lui donne même plus tard sa fille Cynané en mariage. De cette union naît une fille, Eurydice, qui épouse vers 322 av. J.-C. Philippe III, fils de Philippe II et demi-frère d'Alexandre le Grand. 
L'une des explications de la mansuétude de Philippe à son égard est qu'il a épousé la veuve de son frère, Phila d'Élimée, laquelle est la mère d'Amyntas IV. En 336, Alexandre fait exécuter son cousin car il pourrait passer pour le roi légitime aux yeux de certains généraux macédoniens, dont Parménion et son gendre Attale.

## Sources antiques
- Arrien, Anabase [lire en ligne].
- Polyen, Ruses et stratagèmes, traduit par Gui-Alexis Lobineau, commenté par Benoit Clay, Paris, éd. Mille et une nuits, 2011.